# Fontenay-le-Marmion
Fontenay-le-Marmion (fɔ̃t.nɛ.lə.maʁ.mjɔ̃ⓘ) es una población y comuna francesa, situada en la región de Baja Normandía, departamento de Calvados, en el distrito de Caen y cantón de Bourguébus.

## Demografía
| 1064 | 1045 | 1262 | 1408 | 1375 | 1470 |
| Para los censos de 1962 a 1999 la población legal corresponde a la población sin duplicidades (Fuente: INSEE [Consultar]) |      |      |      |      |      |